# Christian Wilhelmi
Christian Wilhelmi (* 22. April 1976) ist ein deutscher Schachspieler.

## Leben
Christian Wilhelmi hatte seine schachlichen Wurzeln beim Volksdorfer SK, er wechselte aber 1994 zum Hamburger SK, bei dem er zunächst in der 2. Bundesliga, ab 1997 in der ersten Bundesliga spielte. Als Jugendlicher gehörte er zur deutschen Spitze in seiner Altersklasse. 1990 gewann er mit der Hamburger Auswahl die Deutsche Jugendmannschaftsmeisterschaft der Landesverbände in Wilhelmsthal bei Eisenach. 1996 siegte er bei der Deutschen Jugendeinzelmeisterschaft in Halle (Saale) vor Dimitri Bunzmann. Bei einem IM-Turnier 1996 im schwedischen Timrå, das Holger Grund gewann, wurde er Sechster hinter Paul Motwani und Heikki Westerinen.
Mit dem Hamburger SK gewann er die Deutsche Jugendvereinsmeisterschaft 1996 in Berlin. 1997 wurde er vom Weltschachbund FIDE zum Internationalen Meister ernannt. 1998 und 1999 bestritt er anlässlich des Mitropacups sowie eines Vierländerkampfes insgesamt 18 Wettkämpfe in der deutschen Nationalmannschaft. 
Christian Wilhelmi ist von Beruf Diplom-Kaufmann. Seitdem er sein Studium der Betriebswirtschaftslehre 2002 abgeschlossen hat, ist er schachlich nicht mehr aktiv.
Seine Elo-Zahl beträgt 2439 (Stand: April 2015), er wird aber als inaktiv gewertet, da er seit der Saison 2001/02 der Schachbundesliga keine gewertete Partie mehr gespielt hat. Seine bisher beste Elo-Zahl von 2470 erreichte er im Juli 1998.